# ادوين ميلس
ادوين ميلس (بالإنجليزية: Edwin Mills)‏ (و. 1878 – 1946 م) هو رياضي بريطاني، ولد في وركشير، شارك في الألعاب الأولمبية الصيفية 1920، والألعاب الأولمبية الصيفية 1912، توفي عن عمر يناهز 68 عاماً.

## روابط خارجية
- ادوين ميلس على موقع أوليمبيديا (الإنجليزية)
- ادوين ميلس على موقع اللجنة الأولمبية البريطانية (الإنجليزية)